# یابا (کالیفرنیا)
یابا (به انگلیسی: Yuba) یک منطقهٔ مسکونی در ایالات متحده آمریکا است که در شهرستان یوبا، کالیفرنیا واقع شده‌است. یابا ۱۹ متر بالاتر از سطح دریا واقع شده‌است.